# Lea Tsemel
Lea Tsemel (Haifa, 19 juni 1945) is een Israëlisch advocaat. Zij is bekend vanwege haar werk als verdediger van mensenrechten van voornamelijk Palestijnen bij de Israëlische militaire rechtbanken.

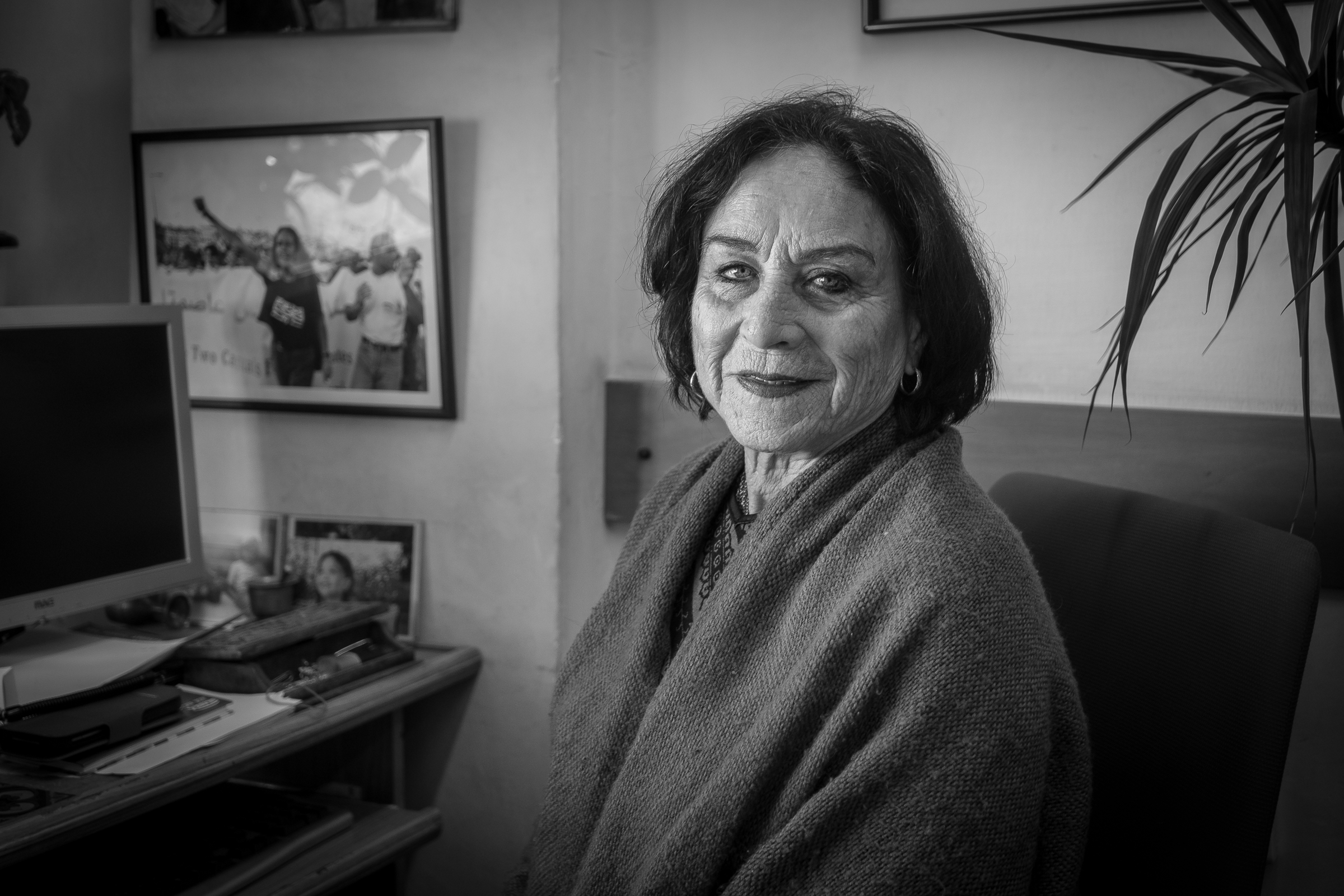
Lea Tsemel, december 2019

## Biografie
Lea Tsemel werd in 1945 in Haifa geboren in het mandaatgebied Palestina, waar ze ook opgroeide. Haar ouders waren zionistische Joden uit Wit-Rusland en Polen die in 1930 naar Palestina waren geëmigreerd. Lea studeerde rechten aan de Hebreeuwse Universiteit. Daar sloot ze zich aan bij de socialistische organisatie Matzpen, die zich tegen de zionistische kolonisatie en onderdrukking keerde. Daar leerde ze ook haar man Michel Warschawski kennen met wie ze in 1972 trouwde. Na de oorlog van 1967 zette Lea zich in voor de humanitaire en politieke rechten van Palestijnen in de door Israël bezette gebieden. 
In 1972 trouwde ze en kreeg twee kinderen.

## Advocaat
Ze was in 1971 leerling van eveneens mensenrechtenadvocaat Felicia Langer, die ze later opvolgde. Ze verdedigde zowel mensenrechtenactivisten als verdachten van terrorisme. Vanwege haar verdediging van Palestijnen had ze veel tegenstand te verduren. Ze werd meermalen bedreigd en moest haar bureau in West-Jeruzalem verhuizen naar Oost-Jeruzalem.

## Documentaire 'Advocate'
Over haar leven als mensenrechtenadvocaat is een documentaire Advocate gemaakt. Ze vertelt daarin dat ze door tegenstanders 'verrader' en 'advocaat van de duivel' wordt genoemd. In de documentaire wordt een zaak getoond van haar verdediging van de Palestijnse jongen Ahmed Manasra, die van een poging tot moord (2015) wordt verdacht, en de zaak van Israa Jaabis die verdacht wordt van moord (2015) nadat haar auto explodeerde bij een checkpoint. Ook haar man, die ze in 1987 verdedigde toen hij werd aangeklaagd wegens verraad tegen de staat, wordt in de film geïnterviewd. 

## Onderscheidingen
De documentaire 'Advocate' werd in mei 2019 als beste beoordeeld op het Docaviv Filmfestival in Tel Aviv, 
De Israëlische minister van Cultuur Miri Regev evenals rechts-politieke groeperingen haalden fel uit tegen de vertoning van de film op het documentaire-festival in Tel Aviv. Israëls staatsloterij besloot DocAviv geen geld meer te geven voor de winnaars. 
In december dat jaar werd 'Advocate' op de shortlist voor een Oscar-nominatie geplaatst.
Op 30 september 2021 won 'Advocate' de prijs voor de beste documentaire bij de 42ste jaarlijkse News & Documentary Emmy Awards.